# Quarta Internacional (1993)
A IV Internacional (1993), também conhecida IV Internacional (La Verité) ou Centro para a Reconstrução da Internacional - IV Internacional (CRI-QI),  é uma organização trotskista que se reclama continuadora  da IV Internacional fundada em 1938, num subúrbio de Paris, tendo como principal dirigente Leon Trotsky.
Em 1953, a Quarta Internacional sofreu uma forte crise, devido à política defendida por um de seus principais dirigentes, Michel Pablo. Segundo ele - que teve depois como sucessor Ernest Mandel - a luta de classes e a revolução socialista não estavam mais na ordem do dia. Os Estados operários e o stalinismo, num processo que levaria séculos de transição, fariam a revolução "a sua maneira". Uma forte crise iniciou-se no seio da Quarta Internacional, uma vez que sua seção francesa, o Partido Comunista Internacionalista (PCI), negou-se a adotar a política de Michel Pablo, a qual conduzia as seções da Internacional a diluírem-se nos Partidos Comunistas dos diversos países, naquilo que foi chamado de política do entrismo sui generis.
Desde 1953 o PCI passou a combater pela reconstrução da Quarta Internacional, que após as manobras do pablismo dispersou-se em diversas organizações e dissidências trotskistas. O Partido Comunista Internacionalista, que depois de alguns anos passou a chamar-se Organização Comunista Internacionalista, constituiu, internacionalmente, o Comitê Internacional pela Reconstrução da Quarta Internacional (CORQUI).
Em 1993, após um longo debate, que pretensamente teria superado a crise dos anos 50, que destruiu a Internacional como organização mundialmente centralizada, a Quarta Internacional foi reproclamada por alguns grupos. Seu principal dirigente atualmente é Daniel Gluckstein, após a morte de Pierre Lambert, que por mais de 60 anos militou nas fileiras trotskistas. A organização participa também do AcIT - Acordo Internacional dos Trabalhadores e dos Povos. No entanto, persiste entre diversos agrupamentos do mundo a reivindicação de "verdadeiros representantes" do legado de Leon Trotsky. 
No Brasil, atua no interior do Partido dos Trabalhadores, com o nome "Corrente O Trabalho" (OT). Seus principais dirigentes são: Misa Boito, Markus Sokol e Júlio Turra - também membros do Diretório Nacional do PT. A oranização trotskista edita o jornal O Trabalho, a mais antiga publicação operária em circulação no país (desde 1978). Dentro do partido, a OT estimula o Diálogo e Ação Petista (DAP), um agrupamento de petistas fundado em 2008 que busca o retorno do PT a suas origens.
Em Portugal, é representada pelo Partido Operário de Unidade Socialista.